# Molí de la Roda
El Molí de la Roda és un edifici de Veciana (Anoia) declarada bé cultural d'interès nacional.

## Descripció
Es tracta d'un casal amb torre, segles XVII-XVIII. Aquest gran casal fortificat és on antigament hi havia un molí.

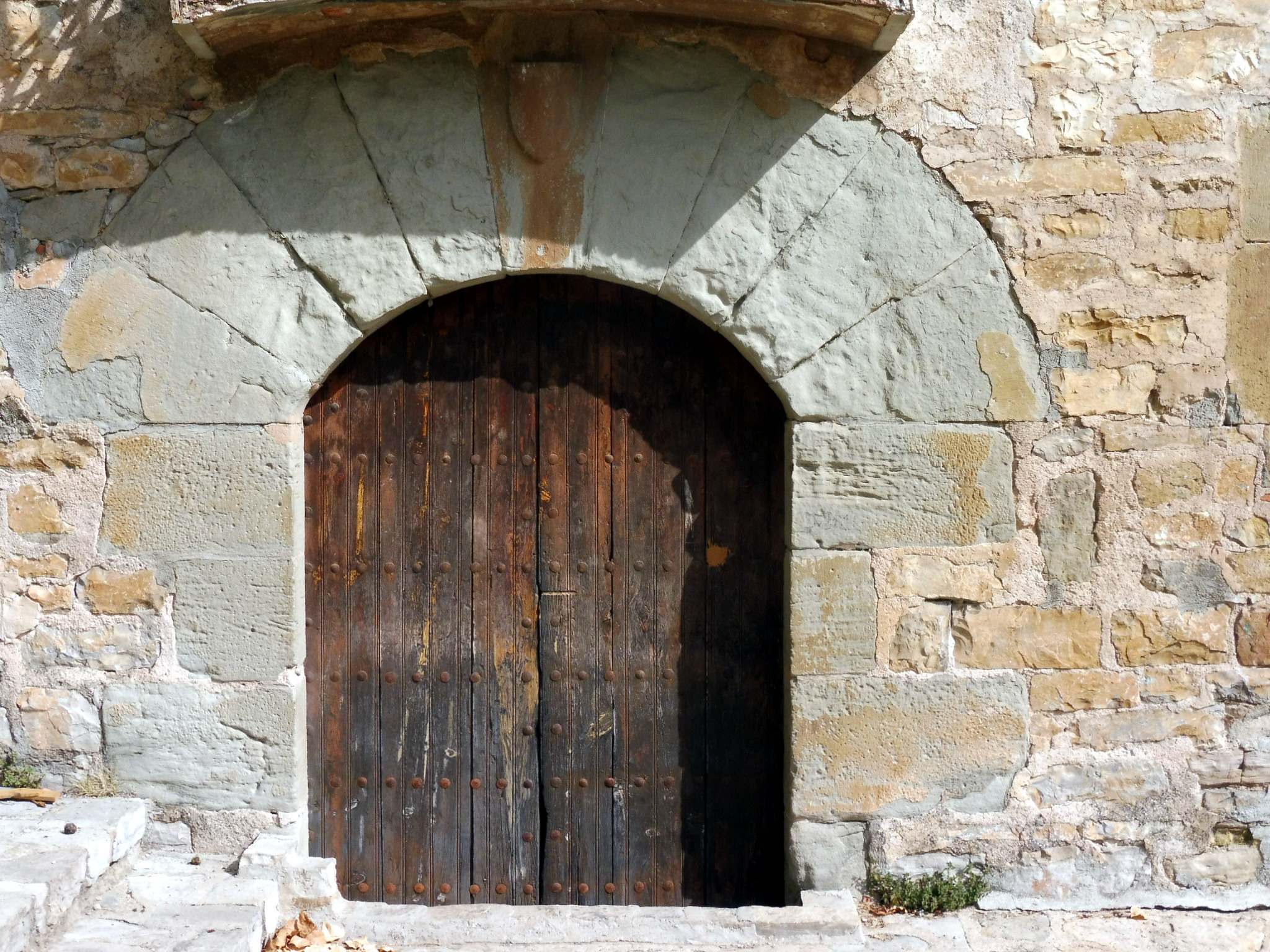
Porta adovellada

 És de planta rectangular i té una torre annexa on hi havia hagut les presons. A la façana principal, a la porta d'entrada hi ha un balcó amb una gran llinda de pedra. A la façana lateral on hi ha les escales que es dirigeixen a l'entrada de la torre hi ha un gran balcó emmarcat per unes falses pilastres esculpides en la pedra. La torre, de planta baixa i tres pisos, més ampla en la base, té una teulada a quatre vessants i en el primer pis es conserven les espitlleres. A l'últim pis, s'hi obre una finestra d'arc conopial. Tant a la façana principal com a la posterior, s'hi ha obert posteriorment diverses finestres amb arcs de maó vist.
S'hi va per l'anomenat camí de la Roda, una pista en molt bon estat, que surt del km 5,2 de la carretera BV-1001 (de Calaf a Sant Guim). A pocs metres del molí es troba l'ermita de la Mare de Déu de les Olles.

## Història
Es tracta d'un casal residencial i molí senyorial dels barons de Segur.
Era la residència dels barons de Segur. Fou anomenat casa del sobirà, després molins de Segur i actualment es coneix pel molí de la roda.
En el casal hi havia hagut el molí. Avui les pedres de moldre es fan servir de taules al carrer, també a l'exterior es conserva la roda de ferro que movia el molí, ja que fou destruïda el 1981. La bassa va ser aterrada pels propietaris actuals.